# Гибралтар на Светском првенству у атлетици на отвореном 2015.
Гибралтар је учествовао на Светском првенству у атлетици на отвореном 2015. одржаном у Пекингу од 22. до 30. августа четрнаести пут. Репрезентацију Гибралтара представљао је један атлетичар који се такмичио у трци на 200 м.
На овом првенству Гибралтар није освојио ниједну медаљу, а остварен је један резултат сезоне.

## Учесници
Мушкарци:
- Jerai Torres — 200 м

## Резултати

### Мушкарци
| Атлетичар    | Дисциплина | Лични рекорд | Предтакмичење | Предтакмичење | Квалификације        | Квалификације        | Полуфинале           | Полуфинале           | Финале               | Финале       | Детаљи                                     |
| Атлетичар    | Дисциплина | Лични рекорд | Резултат      | Место         | Резултат             | Место                | Резултат             | Место                | Резултат             | Место        | Детаљи                                     |
| ------------ | ---------- | ------------ | ------------- | ------------- | -------------------- | -------------------- | -------------------- | -------------------- | -------------------- | ------------ | ------------------------------------------ |
| Jerai Torres | 200 м      | 22,29        | 22,77 РС      | 8 у гр. 4     | Није се квалификовао | Није се квалификовао | Није се квалификовао | Није се квалификовао | Није се квалификовао | 53 / 54 (60) | Архивирано на веб-сајту (21. октобар 2015) |

Легенда: НР = национални рекорд, ЛР= лични рекорд, РС = Рекорд сезоне (најбољи резултат у сезони до почетка првенства), КВ = квалификован  по пласману, кв = квалификован према резултату